# Деревянная часовня (Борисов)
Часовня — бывшая католическая часовня, построенная на Кальварийском кладбище в селе Углы, северо-восточнее Борисова.

## История

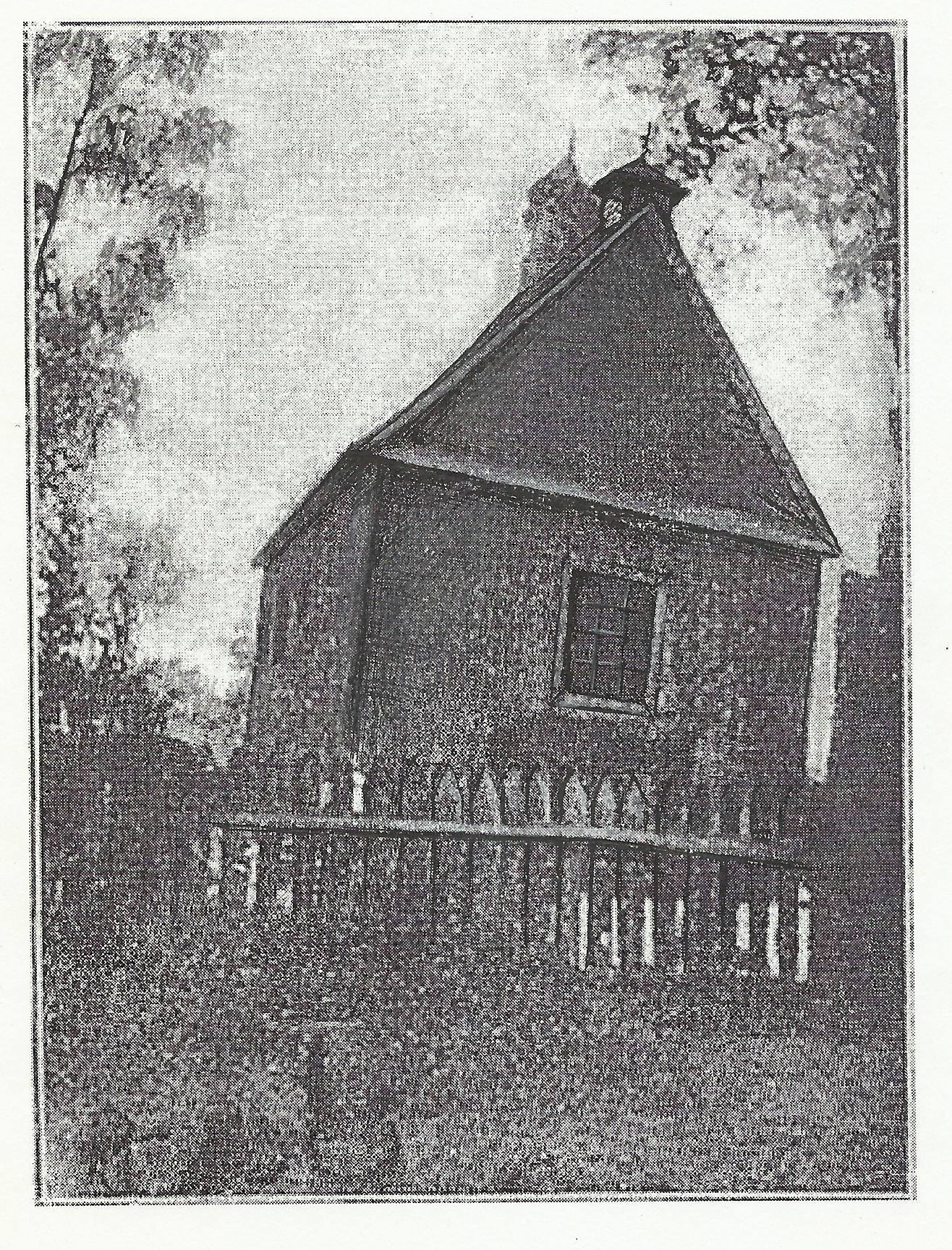
Часовня в 1914 году

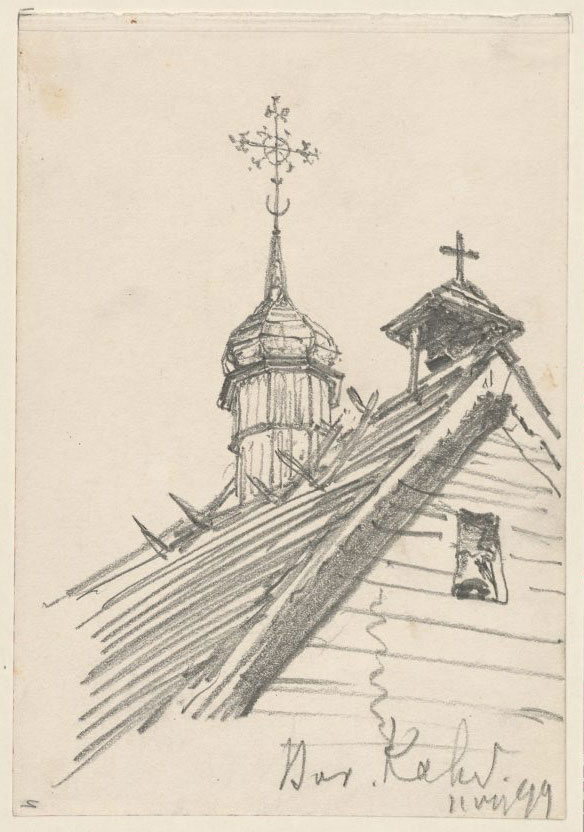
Подпись на рисунке - Ф. Рущица. 1899 г.

Предшествующая деревянная часовня была возведена в XVIII веке, в стиле барокко. После обветшания, на её в начале XX века была построена новая деревянная часовня. Местные легенды гласят, что она была на месте, где слепая девочка увидела фигуру Иисуса.
В алтаре часовни находилась чудотворная фигура Иисуса Христа — деревянная скульптура XIX века. После закрытия костёла Рождества Пресвятой Богородицы часовня на кладбище стала центром борисовского католического прихода.
Часовня была разрушена в 1950-х годах (по другим данным она была разобрана ночью военными в 1961 году). Но фигуру Иисуса верующие сохранили, и в 1989 году она была возвращена во вновь восстановленный борисовский костел .
В 1995 году на месте старой часовни построена новая из кирпича.

## Архитектура

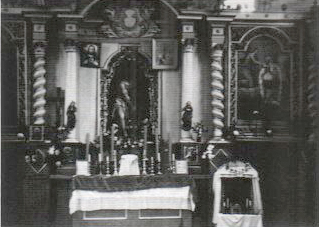
Алтарь. 1944—1949 гг.

Считается памятником народного зодчества Беларуси. На основе прямоугольного сруба под крутой двухскатной гонтовой крышей с луковичным куполом, на 2-х ярусном 8-гранном барабане в центре установлен вильчак. Над высоким треугольным фронтоном фасада возвышалась каркасная сигнатурка — колокольня. Окно хора находилось над входом в часовню. Боковые, вертикально облицованные фасады строения были разделены прямоугольными высокими оконными проемами.